# Noyen-sur-Sarthe

Noyen-sur-Sarthe este o comună în departamentul Sarthe, Franța. În 2009 avea o populație de 2,591 de locuitori.